# Arnesano
Arnesano är en ort och kommun i provinsen Lecce i regionen Apulien i Italien.